# Liste der Einträge im National Register of Historic Places im Tallapoosa County
Die Liste der Registered Historic Places im Tallapoosa County führt alle Bauwerke und historischen Stätten im Tallapoosa County in Alabama auf, die in das National Register of Historic Places aufgenommen wurden.

## Aktuelle Einträge
| Lfd. Nr. | Name                                        | Bild | Datum der Eintragung | Adresse/Lage                                                                             | Ort             | ID-Nr.   | Beschreibung |
| -------- | ------------------------------------------- | ---- | -------------------- | ---------------------------------------------------------------------------------------- | --------------- | -------- | ------------ |
| 1        | A. J. Coley and Emma E. Thomas House        |      | 3. Jan. 1991         | 416 Hillabee St.                                                                         | Alexander City  | 90002109 |              |
| 2        | Alexander City Commercial Historic District |      | 22. Juni 2000        | Portions of Broad, Main, Green, Alabama, Jefferson Sts. and Courthouse Sq.               | Alexander City  | 00000711 |              |
| 3        | Avondale Historic District                  |      | 9. Aug. 2005         | Bet. Rose Ave. and Scott St., Hillabee St. and 7th St.                                   | Alexander City  | 05000837 |              |
| 4        | Horseshoe Bend National Military Park       |      | 15. Okt. 1966        | Tallapoosa River, 12 mi. N of Dadeville on AL 49                                         | Dadeville       | 66000060 |              |
| 5        | North Central Historic District             |      | 11. Aug. 2005        | Bet. Hall and Summer, Warren and Hillabee, Warren and Ridgeway, MLK and Hillabee         | Alexandria City | 05000833 |              |
| 6        | Reuben Herzfeld House                       |      | 22. Aug. 1995        | 497 Hillabee St.                                                                         | Alexander City  | 95001023 |              |
| 7        | Russell Family Historic District            |      | 21. März 2006        | 35, 65, 85 N. Central, 228, 334 Robin Hill, 101 Russwood                                 | Alexander City  | 05000839 |              |
| 8        | South Central Historic District             |      | 9. Aug. 2005         | Bounded by Broad St., Tallapoosa St., Cherokee Rd., Bishop St., Franklin St., Willow St. | Alexander City  | 05000840 |              |